# Голубянка весенняя
Голубянка весенняя, или голубянка крушинная, или голубянка аргиолус (лат. Celastrina argiolus) — вид бабочек из семейства голубянок. Национальная бабочка Финляндии.

## Этимология названия

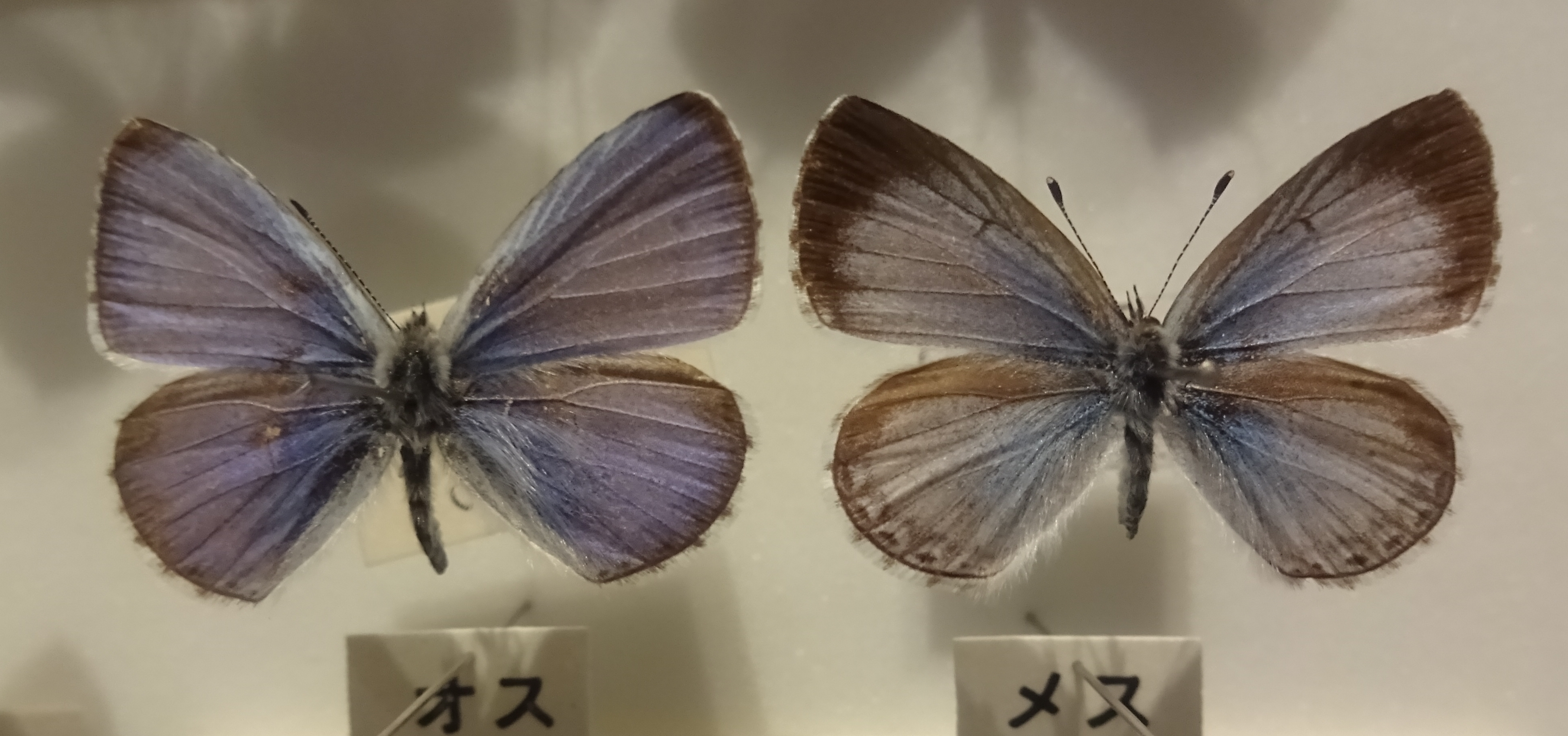
Самец (слева) и самка

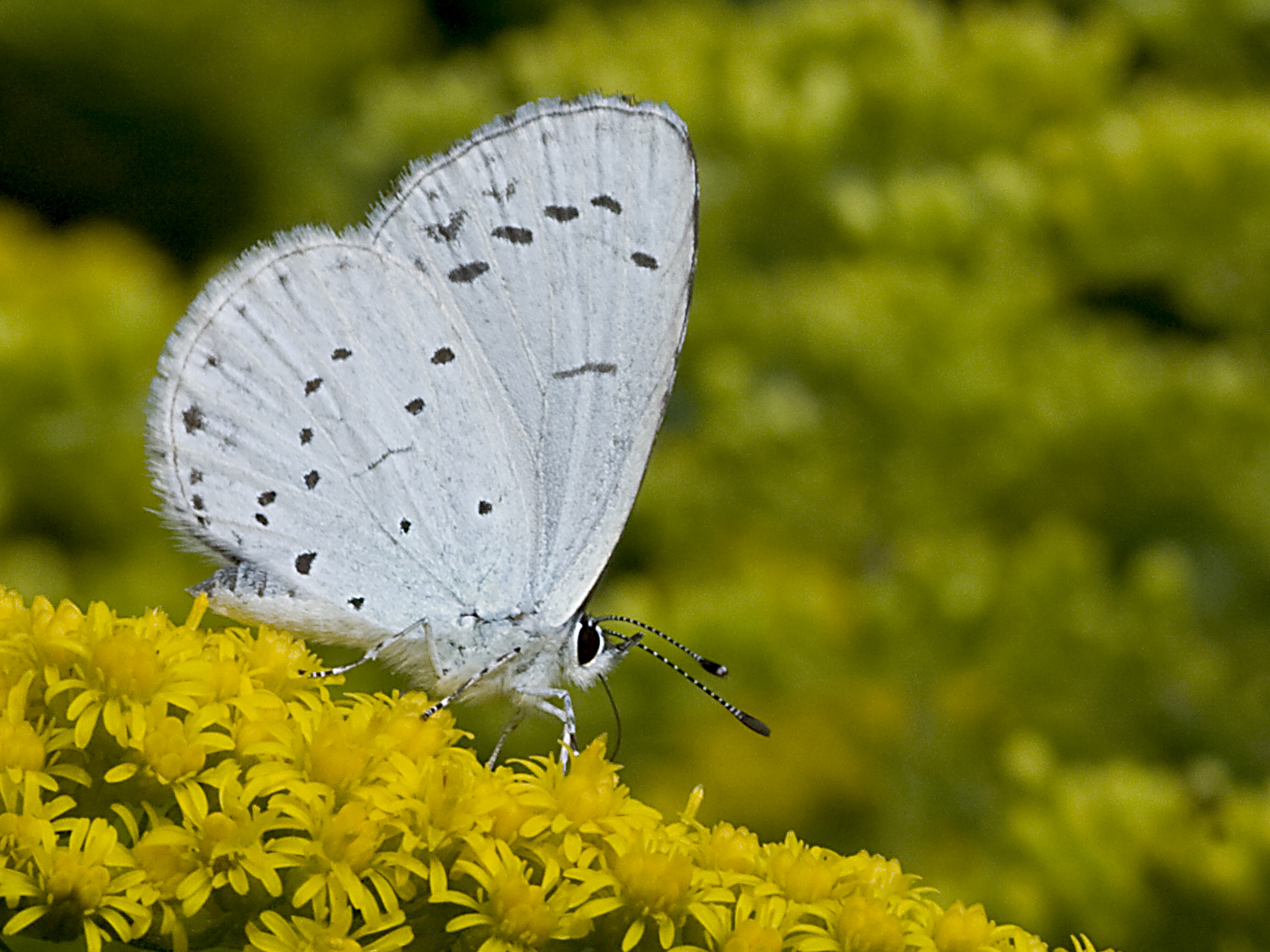

Видовое название лат. аrgiolus («маленький аргус») дано по сходству с голубянкой аргус.

## Ареал и места обитания
Северная Африка, Европа за исключением Крайнего Севера, умеренный пояс Азии на северо-восток до верховьев Амура, Китай, Северная Америка.
Широко распространен в Восточной Европе. Локально и редко вид встречается только на севере Скандинавии. В горах Большого Кавказа населяет высоты до 1500 м над ур. м. На Украине распространён повсеместно.
Бабочки населяют лесные поляны и опушки, редколесья, заросли кустарников, берега водоемов, а также парки, лесополосы, сады, также встречается на территории городов и поселков и других населенных пунктов.

## Биология
На преобладающей части своего ареала на территории Восточной Европы за год развивается два поколения. Бабочки второго поколения отличаются большими размерами и более широким затемнением внешней части крыльев у самок.
Время лёта бабочек первого поколения происходит с конца апреля до начала июня, второго поколения — с начала июля до середины августа. Бабочки преимущественно летают высоко в кронах деревьев и спускаются вниз только для питания на цветах. Самки откладывают до 85 яиц поштучно на плодовые почки и молодые листья, а самки второго поколения — на завязывающиеся плоды. Стадия яйца длится 3—7 дней. Гусеницы, кроме листьев, могут питаться почками, цветами и созревающими плодами, выгрызая на их поверхности борозды и ямки. Гусеницы — полифаги. Кормовые растения: астрагал, вереск обыкновенный, крушина ломкая, дрок, плющ обыкновенный, жостер слабительный, смородина черная, смородина красная, горошек, розовые (в том числе спирея, таволга, малина, яблоня, груша, тёрн). В Греции развитие гусениц наблюдалось также на держи-дереве (Paliurus spina-christi).
Гусеницы являются мирмекофилами. Контактирует со многими видами муравьев: Lasius niger, Lasius alienus, Lasius fuliginosus, Camponotus japonicus, Camponotus nearcticus, Formica subsericea, Formica truncorum, Myrmica sp..

## Национальная бабочка Финляндии
В честь 100-летия независимости Финляндии в 2017 году было организовано голосование за бабочку, которая станет символом страны. В организации голосования приняли участие Союз защиты окружающей среды Финляндии, Фонд защиты природы «Вуокко» и Ассоциация энтомологов. В списке на получение звания присутствовало 20 видов, обитающих на территории страны. Голосование проводилось на базе специального сайта с 15 марта по 14 июня 2017 года. Итоги были подведены 15 июня 2017 года. Национальной бабочкой Финляндии по результатам голосования была выбрана голубянка весенняя, набравшая 17,3 % всех голосов — за неё проголосовало 6305 человек.